# Seppan (film)
Seppan är en svensk långfilm från 1986 regisserad av Agneta Fagerström-Olsson. Filmen utspelar sig i och har fått sitt namn efter bostadsområdet Seppan vid fabriken AB Separator vid Tullingesjön söder om Stockholm. Filmen är delvis självbiografisk och utspelar sig i början av 1960-talet.
Seppan är en skildring av en elvaårig flickas uppväxt. Huvudpersonen Sara är dotter till en av fabrikens direktörer och bor i disponentvillan. Trots klasskillnader blir hon vän med finska Pirjo som hör hemma bland Separators arbetarbostäder. Vi får följa flickornas upptäcktsfärder i omvärlden och möta färgstarka personer som tjocka Fransiska, Grisa-Bengt, Ryssen och många andra. Vi får även vara med om gräl med föräldrarna och flickornas nyvakna intresse för porrtidningar och älskande par. 
Filmen producerades för både TV och biograf. Den fick pris som bästa film vid filmfestivalen i Créteil i Paris, Prix Italia, Expressens TV-pris och Guldantennen.[källa behövs]
Seppan visades i SVT 1986.